# HunCam (камуфляж)
HunCam (від англ. Hungarian camouflage pattern 2015M) — 7-колірний деформаційний військовий камуфляж Збройних сил Угорщини, представлений у 2015 році. Камуфляж є мультландшафтним, призначеним для використання в різних ландшафтах, порах року, висотах і умовах освітлення.

## Історія
Сили оборони Угорщини почали експериментувати з камуфляжними візерунками після 2010 року. Шаблон MultiCam від американської комерційної компанії Crye Precision був визнаний найкращим у найширшому діапазоні середовищ і згодом був обраний як основа для нового шаблону.
Відомо, що шаблон використовувався з угорськими військами в миротворчих операціях в Косово у 2017 році.

## Зовнішній вигляд
При розробці шаблону HunCam використовувалися кольори шаблону MultiCam. Угорські сили, дислоковані в Афганістані, використовували цю нову модель із серпня 2016 року.
HunCam має тло градієнта від коричневого до світло-коричневого, надруковане темно-зеленим, оливково-зеленим і салатово-зеленим градієнтом, а верхній шар непрозорих темно-коричневих і кремових фігур, розподілених по візерунку. Це дозволяє змінювати загальний вигляд від переважно зеленого до переважно коричневого в різних областях тканини, маючи менші форми, щоб розбити більші фонові області.

## Користувачі
- Угорщина: використовується Збройними силами Угорщини[4].